# Jacques Grassi
Jacques Urbain Auguste Grassi, né le 21 octobre 1905 à Paris 17e et mort le 15 octobre 1980 à Nice, est un monteur et un assistant-réalisateur français.

## Biographie
Monteur à partir des années 1930, il a également co-réalisé un court métrage, Premier roman, en 1949.

## Filmographie partielle
Assistant réalisateur
- 1939 : Brazza ou l'Épopée du Congo de Léon Poirier
- 1943 : Jeannou de Léon Poirier

Monteur
- 1935 : Quelle drôle de gosse de Léo Joannon
- 1936 : Train de plaisir de Léo Joannon
- 1936 : Le Grand Refrain de Yves Mirande
- 1937 : Sœurs d'armes de Léon Poirier
- 1939 : L'Or dans la montagne de Max Haufler
- 1939 : Brazza ou l'Épopée du Congo de Léon Poirier
- 1939 : Le Paradis des voleurs de Lucien-Charles Marsoudet
- 1943 : Le Camion blanc de Léo Joannon
- 1943 : Le Mistral de Jacques Houssin
- 1945 : La Cage aux rossignols de Jean Dréville
- 1946 : Les Démons de l'aube de Yves Allégret
- 1947 : Les Chouans de Henri Calef
- 1947 : La Maison sous la mer de Henri Calef
- 1948 : Le Carrefour des passions (Gli uomini sono nemici) de Ettore Giannini
- 1950 : La Dame de chez Maxim de Marcel Aboulker
- 1950 : L'Inconnue de Montréal de Jean Devaivre
- 1950 : La Soif des hommes de Serge de Poligny
- 1953 : Les Vacances de monsieur Hulot de Jacques Tati

Réalisateur
- 1949 : Premier Roman, court métrage (co-réalisateurs : Marcel Garand, Roger Fellous)